# Julian Lutz
Julian Lutz (* 29. Februar 2004 in Weingarten) ist ein deutscher Eishockeyspieler, der seit Mai 2024 bei den Utah Mammoth aus der National Hockey League (NHL) unter Vertrag steht und für deren Farmteam, die Tucson Roadrunners, in der American Hockey League (AHL) auf der Position des linken Flügelstürmers spielt. Zuvor war Lutz unter anderem für den EHC Red Bull München in der Deutschen Eishockey Liga (DEL) aktiv, mit dem er im Jahr 2023 die Deutsche Meisterschaft gewann. Im NHL Entry Draft 2022 wurde er von den Arizona Coyotes aus der NHL in der zweiten Runde ausgewählt.

## Karriere
Lutz spielte bis zum Sommer 2016 im Nachwuchs des EV Ravensburg, unweit seines Geburtsortes. Zur weiteren Entwicklung wechselte der Stürmer im Alter von zwölf Jahren an die Nachwuchsakademie des EC Red Bull Salzburg, die von der Red Bull GmbH unterstützt wurde. Dort debütierte er in der Saison 2017/18 in der Erste Bank Juniors League (EBJL) für die U16-Junioren der Akademie. Im folgenden Spieljahr sammelte er als Stammspieler bereits 60 Scorerpunkte in 27 EBJL-Partien, womit er unter den zehn besten Punktesammlern der gesamten Liga landete. Teamintern war er in dieser Wertung führend, knapp vor seinem Landsmann Håkon Hänelt. Zur Spielzeit 2019/20 fand sich das Talent bereits in der U20-Mannschaft wieder, mit der er im tschechischen Juniorenspielbetrieb auflief.
Ab der Saison 2020/21 stand der Deutsche im Kader der zweiten Salzburger Mannschaft, den RB Hockey Juniors, in der Alps Hockey League. Am Ende der Spielzeit war der Offensivspieler teamintern hinter Danjo Leonhardt zweitbester Scorer der Mannschaft und erhielt als Belohnung sieben Einsätze in der ersten Mannschaft in der ICE Hockey League. Dabei gelangen ihm drei Punkte. Zur Saison 2021/22 erhielt der 17-Jährige ein Angebot des EHC Red Bull München aus der Deutschen Eishockey Liga (DEL), womit er nach fünf Jahren nach Deutschland zurückkehrte. Zudem war er im CHL Import Draft gezogen worden, entschied sich aber gegen einen Wechsel ins kanadische Junioreneishockey. Im stark besetzten Kader der Münchener kam Lutz in den folgenden zwei Jahren auf nationaler Ebene zu 43 DEL-Einsätzen und gewann mit dem Team im Jahr 2023 die Deutsche Meisterschaft.
Zwischen den beiden Spielzeiten war er im NHL Entry Draft 2022 von den Arizona Coyotes aus der National Hockey League (NHL) in der zweiten Runde an 43. Stelle ausgewählt worden. Im Hinblick auf mehr Spielzeit wechselte der Flügelstürmer, der die Saisonvorbereitung in Arizona verbracht hatte, im Oktober 2023 schließlich auf Wunsch der Coyotes zu den Green Bay Gamblers in die Juniorenliga United States Hockey League (USHL). Dort sammelte er in 56 Einsätzen insgesamt 72 Scorerpunkte. Im Mai 2024 wurde der Deutsche vom Utah Hockey Club aus der NHL unter Vertrag genommen, nachdem dieser die Geschäfte der Arizona Coyotes übernommen hatte. Mit Beginn der Spielzeit 2024/25 wurde Lutz bei deren Farmteam Tucson Roadrunners in der American Hockey League (AHL) eingesetzt.

### International
Auf internationaler Ebene kam Lutz bereits ab der Spielzeit 2019/20 für die Juniorennationalmannschaften des Deutschen Eishockey-Bundes zu Einsätzen. In der Folge vertrat er die deutsche U18-Auswahl bei den U18-Junioren-Weltmeisterschaften der 2021 und 2022. Dazwischen lag die Teilnahme am Hlinka Gretzky Cup 2021. Mit der deutschen U20-Nationalmannschaft nahm der Stürmer in den Jahren 2023 und 2024 an der U20-Junioren-Weltmeisterschaft teil.

## Erfolge und Auszeichnungen
- 2023 Deutscher Meister mit dem EHC Red Bull München

## Karrierestatistik
Stand: Ende der Saison 2024/25

### International
Vertrat Deutschland bei:
| - U18-Junioren-Weltmeisterschaft 2021 - Hlinka Gretzky Cup 2021 - U18-Junioren-Weltmeisterschaft 2022 | - U20-Junioren-Weltmeisterschaft 2023 - U20-Junioren-Weltmeisterschaft 2024 |

(Legende zur Spielerstatistik: Sp oder GP = absolvierte Spiele; T oder G = erzielte Tore; V oder A = erzielte Assists; Pkt oder Pts = erzielte Scorerpunkte; SM oder PIM = erhaltene Strafminuten; +/− = Plus/Minus-Bilanz; PP = erzielte Überzahltore; SH = erzielte Unterzahltore; GW = erzielte Siegtore; 1 Play-downs/Relegation; Kursiv: Statistik nicht vollständig)